# ベニ・モラ
『ベニ・モラ』（Beni Mora）は、グスターヴ・ホルストが作曲した大管弦楽のための組曲。ホ短調、全3曲で構成され、初演は1912年5月1日に作曲者自身の指揮によりロンドンのクイーンズ・ホールで行われた。ホルストは1908年の休暇中にアルジェリアで耳にした音楽からの霊感を受けて本作を作曲した。終曲においてアラビア民謡に由来するひとつの主題を何度も繰り返すさまは、現代のミニマリズムの先駆であると評されている。また舞踏のリズムや物思いに沈むような緩徐部分も顔を出し、木管楽器と打楽器が目立った使われ方をする。本作には複数の録音が制作されている。

## 概要
喘息、神経炎、抑鬱に苦しめられていたホルストは、1908年の休暇に医師の勧めに従いアルジェリアへの逗留を決めた。この旅から着想を得た本作には、彼がアルジェリアの通りで聞いた音楽が取り入れられている。アルジェリア滞在中には、地元の音楽家が竹笛で同じフレーズを2時間にわたって休憩なしに吹き続けるのを聴くこともあった。作品のタイトルはロバート・ヒッチンズが1904年に著した小説『アッラーの庭』（The Garden of Allah）から採られている。第1曲は元々「東洋的舞曲」（1909年）という独立した楽曲として、評論家のエドウィン・エヴァンズに献呈された作品だった。残りの2曲は1910年に付け加えられた。

## 楽曲構成
マイケル・ケネディの言に依ると、この作品は「もっとも痛快かつ色彩豊かに」書かれているという。3曲にはそれぞれ第1舞曲、第2舞曲、終曲：「ウル・ナイルの通りにて」と標題が付されている。

### 第1舞曲
弦楽器が奏する息の長いフレーズで開始し、トランペット、トロンボーン、タンバリンによる強いリズムの音型が割って入る。続く生き生きとした舞踏のリズムでは、コーラングレ、オーボエ、フルートが独奏を受け持つ。リズムが速度を落として開始部分の弦楽器の旋律が回帰する。やがて全合奏で急速な舞踏の主題が再開される。曲は静かな終わりを迎える。演奏には通常5分半から6分半を要することが多いが、作曲者自身が指揮した1924年のロンドン交響楽団との演奏はかなり早い速度となっており、4分半ほどで演奏し終わっている。

### 第2舞曲
3曲中で最も短く、演奏時間は約4分である。速度はアレグレットとなっており、前後の曲よりも軽い編成で書かれている。5/4拍子のティンパニの独奏で開始し、その上にファゴット独奏が静かな主題を奏でる。ティンパニが間に入りつつも、穏やかな雰囲気がフルートによって維持されていく。曲はほぼ終始静けさを保ったまま、ピアニッシモで閉じられる。

### 終曲：「ウル・ナイルの通りにて」
中音域で柔らかに開始するとフルート独奏が8音からなる主題で入り、これがこの後の曲中で計163回にわたって繰り返されることになる。この主題に対し、オーケストラ全体が異なる舞踏のリズムを奏していく。音力を挙げてクライマックスに至ると次第に弱まり、柔らかな雰囲気に戻っていって曲に終止符が打たれる。

## 評価
本作の初演は賛否両論に迎えられた。聴衆の中には非難の野次を飛ばす者もおり、ある評論家は「我々はランガム・プレイスでビスクラの少女に踊ることを求めたりはしない」と書いた。一方、『タイムズ』紙の評論家は次のように述べた。「フォン・ホルスト氏の組曲は並外れた技量を持って真のアラブの旋律から編まれている。とりわけ快活なフィナーレでは、多数の舞踏の旋律が合わさってビスクラの夜の情景が描写される。」
レイフ・ヴォーン・ウィリアムズは本作についてこう書いている。「もしロンドンではなくパリで演奏されていたとしたら、作曲者にヨーロッパに轟く名声を、もしイタリアで演奏されていたとしたらおそらく暴動を引き起こしていただろう。」時代が下り、評論家のアンドリュー・クレメンツは終曲で反復される旋律の「原始ミニマリスト的流儀」に言及している。